# Karolin (sielsowiet Świerżeń Nowy)
Karolin (biał. Караліна, Karalina; ros. Каролина, Karolina) – wieś na Białorusi, w obwodzie mińskim, w rejonie stołpeckim, w sielsowiecie Świerżeń Nowy.

## Historia
W dwudziestoleciu międzywojennym folwark leżący w Polsce, w województwie nowogródzkim, w powiecie stołpeckim, w gminie Świerżeń. W 1921 miejscowość liczyła 10 mieszkańców, zamieszkałych w 1 budynku, w tym 7 Polaków i 3 Białorusinów. 7 mieszkańców było wyznania rzymskokatolickiego i 3 prawosławnego.
Po II wojnie światowej w granicach Związku Sowieckiego. Od 1991 w niepodległej Białorusi.